# Hiost
Hiost fou un cap sard, fill del cap Hampsícoras. Pare i fill es van revoltar després de la batalla de Cannes (216 aC) i es van aliar a Hanníbal que va enviar una força a l'illa, sota comandament d'Hasdrúbal el Calb. Hampsícoras va anar a l'interior de l'illa a reclutar partidaris, i mentre Hiost es va deixar portar a un enfrontament amb els romans dirigits pel pretor Titus Manili en el qual fou derrotat i les seves forces dispersades. L'arribada dels cartaginesos va canviar la situació i Hasdrúbal i Hampsícoras van reunir les seves forces i van avançar cap a Caralis (Càller) la capital provincial on Manili els va presentar batalla. Manili va obtenir una victòria completa i Hiost va morir; Hampsícoras es va poder escapar, però en assabentar-se de la mort del fill es va suïcidar (estiu del 215 aC).